# Coppa Europa di sci alpino 2014
La Coppa Europa di sci alpino 2014 è stata la 43ª edizione della  manifestazione organizzata dalla Federazione Internazionale Sci. È iniziata per gli uomini il 30 novembre 2013 a Trysil in Norvegia con un slalom gigante, mentre il 22 novembre si è inaugurata a Levi, in Finlandia, con uno slalom gigante la stagione femminile. La competizione si è conclusa il 15 marzo a Soldeu, in Andorra.
In campo maschile sono state disputate 34 delle 36 gare in programma (7 discese libere, 5 supergiganti, 9 slalom giganti, 10 slalom speciali, 2 supercombinate, 1 slalom parallelo), in 16 diverse località. Lo svizzero Thomas Tumler si è aggiudicato sia la classifica generale, sia quella di supergigante; i suoi connazionali Silvan Zurbriggen e Daniel Yule hanno vinto rispettivamente quelle di discesa libera e di slalom speciale, lo sloveno Žan Kranjec quella di slalom gigante e l'austriaco Vincent Kriechmayr quella di combinata. Il norvegese Aleksander Aamodt Kilde era il detentore uscente del trofeo generale.
In campo femminile sono state disputate 35 delle 37 gare in programma (6 discese libere, 6 supergiganti, 10 slalom giganti, 11 slalom speciali, 2 supercombinate), in 14 diverse località. La svizzera Michelle Gisin si è aggiudicata sia la classifica generale, sia quella di slalom speciale; la sua connazionale Corinne Suter ha vinto quelle di discesa libera e di supergigante, la svedese Ylva Stålnacke quella di slalom gigante e la norvegese Maria Therese Tviberg quella di combinata. L'austriaca Ramona Siebenhofer era la detentrice uscente del trofeo generale.

## Uomini

### Risultati
| Data             | Località                    | Nazione  | Spec. | Primo                   | Secondo                | Terzo                               |
| ---------------- | --------------------------- | -------- | ----- | ----------------------- | ---------------------- | ----------------------------------- |
| 30 novembre 2013 | Trysil                      | Norvegia | GS    | Henrik Kristoffersen    | Leif Kristian Haugen   | Sergej Majtakov                     |
| 1º dicembre 2013 | Trysil                      | Norvegia | SL    | Axel Bäck               | Mattias Hargin         | Sebastian Foss Solevåg              |
| 3 dicembre 2013  | Klövsjö/Vermdalen           | Svezia   | GS    | François Place          | Dominik Schwaiger      | Žan Kranjec                         |
| 4 dicembre 2013  | Klövsjö/Vermdalen           | Svezia   | SL    | Daniel Yule             | Sebastian Foss Solevåg | Jean-Baptiste Grange                |
| 14 dicembre 2013 | San Vigilio/Plan de Corones | Italia   | PR    | Linus Straßer           | Reto Schmidiger        | Per Saxvall                         |
| 15 dicembre 2013 | Pozza di Fassa              | Italia   | SL    | Dave Ryding             | Maxime Tissot          | Reto Schmidiger                     |
| 18 dicembre 2013 | Obereggen                   | Italia   | SL    | Axel Bäck               | Daniel Yule            | Julien Lizeroux                     |
| 21 dicembre 2013 | Madonna di Campiglio        | Italia   | DH    | Marc Gisin              | Christopher Hörl       | Ralph Weber                         |
| 22 dicembre 2013 | Madonna di Campiglio        | Italia   | DH    | Nils Mani               | Nicolas Raffort        | Thomas Mayrpeter                    |
| 3 gennaio 2014   | Chamonix                    | Francia  | SL    | Jean-Baptiste Grange    | Dave Ryding            | Riccardo Tonetti                    |
| 4 gennaio 2014   | Chamonix                    | Francia  | SL    | Julien Lizeroux         | Miha Kuerner           | Victor Muffat Jeandet               |
| 10 gennaio 2014  | Wengen                      | Svizzera | DH    | annullata               | annullata              | annullata                           |
| 11 gennaio 2014  | Wengen                      | Svizzera | DH    | Mauro Caviezel          | Ralph Weber            | Marc Gisin                          |
| 18 gennaio 2014  | Zell am See                 | Austria  | SL    | Trevor Philp            | Reto Schmidiger        | Philipp Schmid                      |
| 19 gennaio 2014  | Zell am See                 | Austria  | GS    | Thomas Fanara           | Roberto Nani           | Žan Kranjec                         |
| 21 gennaio 2014  | Val-d'Isère                 | Francia  | SG    | Nicolas Raffort         | Christian Walder       | Nils Mani                           |
| 22 gennaio 2014  | Val-d'Isère                 | Francia  | SG    | Thomas Tumler           | Frederic Berthold      | Patrick Schweiger                   |
| 24 gennaio 2014  | Val-d'Isère                 | Francia  | DH    | Christian Walder        | Silvan Zurbriggen      | Patrick Schweiger                   |
| 26 gennaio 2014  | Les Menuires                | Francia  | GS    | Žan Kranjec             | Stepan Zuev            | Thomas Fanara                       |
| 27 gennaio 2014  | Les Menuires                | Francia  | GS    | Žan Kranjec             | Gino Caviezel          | Giovanni Borsotti                   |
| 28 gennaio 2014  | Crans-Montana               | Svizzera | SG    | Vincent Kriechmayr      | Patrick Schweiger      | Christian Walder                    |
| 29 gennaio 2014  | Crans-Montana               | Svizzera | SC    | Vincent Kriechmayr      | Matthias Brügger       | Bjørnar Neteland                    |
| 30 gennaio 2014  | Crans-Montana               | Svizzera | GS    | Tim Jitloff             | Giovanni Borsotti      | Gino Caviezel                       |
| 5 febbraio 2014  | Sarentino                   | Italia   | DH    | Silvan Zurbriggen       | Hans Olsson            | Patrick Schweiger                   |
| 6 febbraio 2014  | Sarentino                   | Italia   | DH    | Silvan Zurbriggen       | Nils Mani              | Hans Olsson                         |
| 7 febbraio 2014  | Sarentino                   | Italia   | SC    | Ralph Weber             | Nils Mani              | Vincent Kriechmayr                  |
| 10 febbraio 2014 | Oberjoch                    | Germania | GS    | Tim Jitloff             | Philipp Schörghofer    | Victor Muffat Jeandet               |
| 11 febbraio 2014 | Oberjoch                    | Germania | SL    | Giordano Ronci          | Henrik Kristoffersen   | Luca Aerni                          |
| 15 febbraio 2014 | Borovec                     | Bulgaria | GS    | Victor Muffat Jeandet   | Giovanni Borsotti      | Manuel Feller                       |
| 16 febbraio 2014 | Borovec                     | Bulgaria | SL    | Truls Johansen          | Philipp Schmid         | Wolfgang Hörl Victor Muffat Jeandet |
| 11 marzo 2014    | Soldeu                      | Andorra  | GS    | Manuel Feller           | Thomas Tumler          | Rasmus Windingstad                  |
| 12 marzo 2014    | Soldeu                      | Andorra  | SL    | Victor Muffat Jeandet   | Daniel Yule            | Dave Ryding                         |
| 13 marzo 2014    | Soldeu                      | Andorra  | SG    | Aleksander Aamodt Kilde | Niklas Köck            | Florian Scheiber                    |
| 14 marzo 2014    | Soldeu                      | Andorra  | SG    | Aleksander Aamodt Kilde | Thomas Tumler          | Florian Scheiber                    |
| 15 marzo 2014    | Soldeu                      | Andorra  | DH    | Silvan Zurbriggen       | Florian Scheiber       | Maxence Muzaton                     |
| 16 marzo 2014    | Soldeu                      | Andorra  | DH    | annullata               | annullata              | annullata                           |

Legenda:

DH = discesa libera

SG = supergigante

GS = slalom gigante

SL = slalom speciale

SC = supercombinata

PR = slalom parallelo

### Classifiche

#### Generale
| Pos. | Nome                  | Nazione  | Punti |
| ---- | --------------------- | -------- | ----- |
| 1    | Thomas Tumler         | Svizzera | 601   |
| 2    | Victor Muffat Jeandet | Francia  | 592   |
| 3    | Silvan Zurbriggen     | Svizzera | 567   |
| 4    | Patrick Schweiger     | Austria  | 560   |
| 5    | Nils Mani             | Svizzera | 546   |
| 6    | Žan Kranjec           | Slovenia | 439   |
| 7    | Gino Caviezel         | Svizzera | 425   |
| 8    | Vincent Kriechmayr    | Austria  | 405   |
| 9    | Christian Walder      | Austria  | 385   |
| 10   | Daniel Yule           | Svizzera | 378   |

#### Discesa libera
| Pos. | Nome              | Nazione  | Punti |
| ---- | ----------------- | -------- | ----- |
| 1    | Silvan Zurbriggen | Svizzera | 412   |
| 2    | Nils Mani         | Svizzera | 302   |
| 3    | Marc Gisin        | Svizzera | 300   |
| 4    | Patrick Schweiger | Austria  | 257   |
| 5    | Ralph Weber       | Svizzera | 224   |

#### Supergigante
| Pos. | Nome                    | Nazione  | Punti |
| ---- | ----------------------- | -------- | ----- |
| 1    | Thomas Tumler           | Svizzera | 262   |
| 2    | Patrick Schweiger       | Austria  | 251   |
| 3    | Aleksander Aamodt Kilde | Norvegia | 200   |
| 4    | Mattia Casse            | Italia   | 169   |
| 5    | Frederic Berthold       | Austria  | 167   |

#### Slalom gigante
| Pos. | Nome              | Nazione   | Punti |
| ---- | ----------------- | --------- | ----- |
| 1    | Žan Kranjec       | Slovenia  | 439   |
| 2    | Thomas Tumler     | Svizzera  | 308   |
| 3    | Dominik Schwaiger | Germania  | 200   |
| 4    | Giovanni Borsotti | Italia    | 278   |
| 5    | Samu Torsti       | Finlandia | 276   |

#### Slalom speciale
| Pos. | Nome            | Nazione     | Punti |
| ---- | --------------- | ----------- | ----- |
| 1    | Daniel Yule     | Svizzera    | 378   |
| 2    | Dave Ryding     | Regno Unito | 353   |
| 3    | Reto Schmidiger | Svizzera    | 341   |
| 4    | Giordano Ronci  | Italia      | 334   |
| 5    | Julien Lizeroux | Francia     | 324   |

#### Combinata
| Pos. | Nome               | Nazione  | Punti |
| ---- | ------------------ | -------- | ----- |
| 1    | Vincent Kriechmayr | Austria  | 160   |
| 2    | Ralph Weber        | Svizzera | 100   |
| 3    | Frederic Berthold  | Austria  | 95    |
| 4    | Bjørnar Neteland   | Norvegia | 84    |
| 5    | Matthias Brügger   | Svizzera | 89    |
| 5    | Nils Mani          | Svizzera | 89    |

## Donne

### Risultati
| Data             | Località                    | Nazione   | Spec. | Prima                 | Seconda               | Terza                      |
| ---------------- | --------------------------- | --------- | ----- | --------------------- | --------------------- | -------------------------- |
| 22 novembre 2013 | Levi                        | Finlandia | GS    | Mona Løseth           | Ylva Stålnacke        | Nicole Agnelli             |
| 23 novembre 2013 | Levi                        | Finlandia | GS    | Simona Hösl           | Rosina Schneeberger   | Ylva Stålnacke             |
| 24 novembre 2013 | Levi                        | Finlandia | SL    | Petra Vlhová          | Mona Løseth           | Michelle Gisin             |
| 25 novembre 2013 | Levi                        | Finlandia | SL    | Mona Løseth           | Michelle Gisin        | Paulina Grassl             |
| 12 dicembre 2013 | Andalo/Paganella            | Italia    | GS    | Anne-Sophie Barthet   | Marion Bertrand       | Nicole Agnelli             |
| 13 dicembre 2013 | Andalo/Paganella            | Italia    | SL    | Nathalie Eklund       | Bernadette Schild     | Carmen Thalmann            |
| 14 dicembre 2013 | San Vigilio/Plan de Corones | Italia    | PR    | Anna Swenn Larsson    | Marina Wallner        | Lisa Blomqvist             |
| 17 dicembre 2013 | Sankt-Moritz                | Svizzera  | DH    | Larisa Yurkiw         | Ragnhild Mowinckel    | Marie Marchand-Arvier      |
| 18 dicembre 2013 | Sankt-Moritz                | Svizzera  | DH    | Ragnhild Mowinckel    | Maria Therese Tviberg | Nina Ortlieb               |
| 18 dicembre 2013 | Sankt-Moritz                | Svizzera  | SG    | Ragnhild Mowinckel    | Larisa Yurkiw         | Nina Ortlieb               |
| 6 gennaio 2014   | Zinal                       | Svizzera  | GS    | Anne-Sophie Barthet   | Nina Ortlieb          | Carmen Thalmann            |
| 7 gennaio 2014   | Zinal                       | Svizzera  | GS    | Ylva Stålnacke        | Mona Løseth           | Carmen Thalmann            |
| 9 gennaio 2014   | Melchsee-Frutt              | Svizzera  | SL    | Anna Swenn Larsson    | Nastasia Noens        | Šárka Záhrobská            |
| 10 gennaio 2014  | Melchsee-Frutt              | Svizzera  | SL    | Michelle Gisin        | Nastasia Noens        | Anna Swenn Larsson         |
| 13 gennaio 2014  | Innerkrems                  | Austria   | SC    | Christina Ager        | Ana Bucik             | Romane Miradoli            |
| 13 gennaio 2014  | Innerkrems                  | Austria   | SG    | Mirjam Puchner        | Larisa Yurkiw         | Daniela Merighetti         |
| 16 gennaio 2014  | Innerkrems                  | Austria   | DH    | Maria Therese Tviberg | Margot Bailet         | Corinne Suter              |
| 17 gennaio 2014  | Innerkrems                  | Austria   | DH    | Corinne Suter         | Margot Bailet         | Stephanie Venier           |
| 20 gennaio 2014  | Kirchberg in Tirol          | Austria   | GS    | Kathrin Zettel        | Nicole Agnelli        | Ylva Stålnacke             |
| 21 gennaio 2014  | Kirchberg in Tirol          | Austria   | SL    | Michelle Gisin        | Michaela Kirchgasser  | Marlies Schild             |
| 23 gennaio 2014  | Spital am Pyhrn             | Austria   | SG    | Corinne Suter         | Kerstin Nicolussi     | Michaela Wenig             |
| 24 gennaio 2014  | Spital am Pyhrn             | Austria   | SC    | Maria Therese Tviberg | Michelle Gisin        | Lena Dürr                  |
| 27 gennaio 2014  | Sestriere                   | Italia    | GS    | Marta Bassino         | Marion Bertrand       | Carmen Thalmann            |
| 28 gennaio 2014  | Sestriere                   | Italia    | GS    | Carmen Thalmann       | Marta Bassino         | Anne-Sophie Barthet        |
| 29 gennaio 2014  | Sestriere                   | Italia    | SL    | Michelle Gisin        | Nastasia Noens        | Maren Wiesler              |
| 31 gennaio 2014  | Serre Chevalier             | Francia   | SG    | Corinne Suter         | Romane Miradoli       | Joana Hählen Jennifer Piot |
| 1º febbraio 2014 | Serre Chevalier             | Francia   | SG    | Mirjam Puchner        | Corinne Suter         | Camilla Borsotti           |
| 13 febbraio 2014 | Sella Nevea                 | Italia    | DH    | annullata             | annullata             | annullata                  |
| 17 febbraio 2014 | Monte Pora                  | Italia    | GS    | annullata             | annullata             | annullata                  |
| 18 febbraio 2014 | Monte Pora                  | Italia    | GS    | Eva-Maria Brem        | Stephanie Brunner     | Nicole Agnelli             |
| 20 febbraio 2014 | Bad Wiessee                 | Germania  | SL    | Magdalena Fjällström  | Marina Wallner        | Marlene Schmotz            |
| 21 febbraio 2014 | Bad Wiessee                 | Germania  | [ 2 ] | Marina Wallner        | Nadja Vogel           | Eva-Maria Brem             |
| 11 marzo 2014    | Soldeu                      | Andorra   | DH    | Tamara Tippler        | Corinne Suter         | Klára Křížová              |
| 12 marzo 2014    | Soldeu                      | Andorra   | DH    | Ramona Siebenhofer    | Corinne Suter         | Klára Křížová              |
| 13 marzo 2014    | Soldeu                      | Andorra   | SG    | Ramona Siebenhofer    | Estelle Alphand       | Camilla Borsotti           |
| 14 marzo 2014    | Soldeu                      | Andorra   | GS    | Nicole Agnelli        | Sara Hector           | Sabrina Fanchini           |
| 15 marzo 2014    | Soldeu                      | Andorra   | SL    | Lisa-Maria Zeller     | Michelle Gisin        | Susanne Weinbuchner        |

Legenda:

DH = discesa libera

SG = supergigante

GS = slalom gigante

SL = slalom speciale

SC = supercombinata

PR = slalom parallelo

### Classifiche

#### Generale
| Pos. | Nome                  | Nazione  | Punti |
| ---- | --------------------- | -------- | ----- |
| 1    | Michelle Gisin        | Svizzera | 797   |
| 2    | Corinne Suter         | Svizzera | 702   |
| 3    | Nina Ortlieb          | Austria  | 651   |
| 4    | Rosina Schneeberger   | Austria  | 648   |
| 5    | Mona Løseth           | Norvegia | 534   |
| 6    | Maria Therese Tviberg | Norvegia | 532   |
| 7    | Ylva Stålnacke        | Svezia   | 502   |
| 8    | Carmen Thalmann       | Austria  | 484   |
| 9    | Romane Miradoli       | Francia  | 465   |
| 10   | Anne-Sophie Barthet   | Francia  | 457   |

#### Discesa libera
| Pos. | Nome                  | Nazione  | Punti |
| ---- | --------------------- | -------- | ----- |
| 1    | Corinne Suter         | Svizzera | 324   |
| 2    | Maria Therese Tviberg | Norvegia | 278   |
| 3    | Stephanie Venier      | Austria  | 262   |
| 4    | Margot Bailet         | Francia  | 217   |
| 5    | Jasmine Flury         | Svizzera | 211   |

#### Supergigante
| Pos. | Nome             | Nazione  | Punti |
| ---- | ---------------- | -------- | ----- |
| 1    | Corinne Suter    | Svizzera | 316   |
| 2    | Mirjam Puchner   | Austria  | 268   |
| 3    | Camilla Borsotti | Italia   | 216   |
| 4    | Romane Miradoli  | Francia  | 186   |
| 5    | Larisa Yurkiw    | Canada   | 160   |

#### Slalom gigante
| Pos. | Nome                | Nazione | Punti |
| ---- | ------------------- | ------- | ----- |
| 1    | Ylva Stålnacke      | Svezia  | 400   |
| 2    | Nicole Agnelli      | Italia  | 398   |
| 3    | Carmen Thalmann     | Austria | 376   |
| 4    | Anne-Sophie Barthet | Francia | 362   |
| 4    | Marta Bassino       | Italia  | 362   |

#### Slalom speciale
| Pos. | Nome                 | Nazione  | Punti |
| ---- | -------------------- | -------- | ----- |
| 1    | Michelle Gisin       | Svizzera | 592   |
| 2    | Anna Swenn Larsson   | Svezia   | 402   |
| 3    | Marina Wallner       | Germania | 385   |
| 4    | Nastasia Noens       | Francia  | 360   |
| 5    | Magdalena Fjällström | Svezia   | 311   |

#### Combinata
| Pos. | Nome                  | Nazione  | Punti |
| ---- | --------------------- | -------- | ----- |
| 1    | Maria Therese Tviberg | Norvegia | 132   |
| 2    | Ana Bucik             | Slovenia | 120   |
| 3    | Christina Ager        | Austria  | 100   |
| 3    | Rosina Schneeberger   | Austria  | 100   |
| 5    | Michelle Gisin        | Svizzera | 80    |